# Calcodes rorekaotimbuensis
Calcodes rorekaotimbuensis es una especie de coleóptero de la familia Lucanidae.

## Distribución geográfica
Habita en Célebes (Indonesia).